# NGC 2890
NGC 2890 је елиптична галаксија у сазвежђу Хидра која се налази на NGC листи објеката дубоког неба.
Деклинација објекта је - 14° 31' 44" а ректасцензија 9h 26m 29,8s. Привидна величина (магнитуда) објекта NGC 2890 износи 14,5 а фотографска магнитуда 15,5. NGC 2890 је још познат и под ознакама MCG -2-24-24, PGC 26778.